# El Día (Argentina)
El Día è un quotidiano argentino fondato a La Plata nel 1884.

## Storia
Un anno dopo la fondazione della città di La Plata come capitale della provincia di Buenos Aires, quattro intellettuali locali, Manuel Láinez, Arturo Ugalde, Martín Biedma e Julio Botet, si associarono per dare alla nuova città un quotidiano. Il villaggio era informato solo dai media di Buenos Aires e annoverava su un solo periodico locale: La Propaganda (un elenco di annunci). Così, il 2 marzo 1884, uscì il primo numero di El Día.
Il quotidiano, di orientamento marcatamente conservatore, si affermò ben presto per la sua tempestività e per i suoi editoriali schietti a pagina 4. El Día fu diretto tra il 1894 e il 1952, da Hugo Stunz, che riuscì a reggere la concorrenza periodica di numerosi quotidiani che comparvero a La Plata nel corso del XX secolo. Il quotidiano, in continua crescita, attinse gran parte del suo nuovo personale dalla prestigiosa Università di La Plata e dalla relativa scuola superiore, il Colegio Nacional. Da quest'ultima istituzione, El Dia assunse David Kraiselburd, capo della federazione degli ex alunni dell'università e giornalista.
Nel 1961 Kraiselburd divenne caporedattore e, insieme alla famiglia Fascetto (eredi della figlia di Stunz), acquistò un'importante quota di El Dia. Ereditando un'azienda in difficoltà finanziarie, la ferma opposizione di Kraiselburd ai colpi di stato militari dell'epoca e le innovazioni come le sezioni speciali contribuirono a risollevare il quotidiano, la cui tiratura superò presto le 70.000 copie.
Kraiselburd fu assassinato dai terroristi di Montoneros nel 1974. Da allora El Día è stato diretto dal figlio del proprietario, Raúl Kraiselburd. Secondo la Scuola di Giornalismo della Columbia University, che ha conferito a padre e figlio il prestigioso Premio Moors Cabot (nel 1975, postumo, al primo; nel 2003 al secondo), i Kraiselburd hanno mantenuto l'indipendenza di El Dia, che ha denunciato le sparizioni e altre questioni insabbiate dalla maggior parte dei media argentini durante la guerra sporca.